# WingStreet

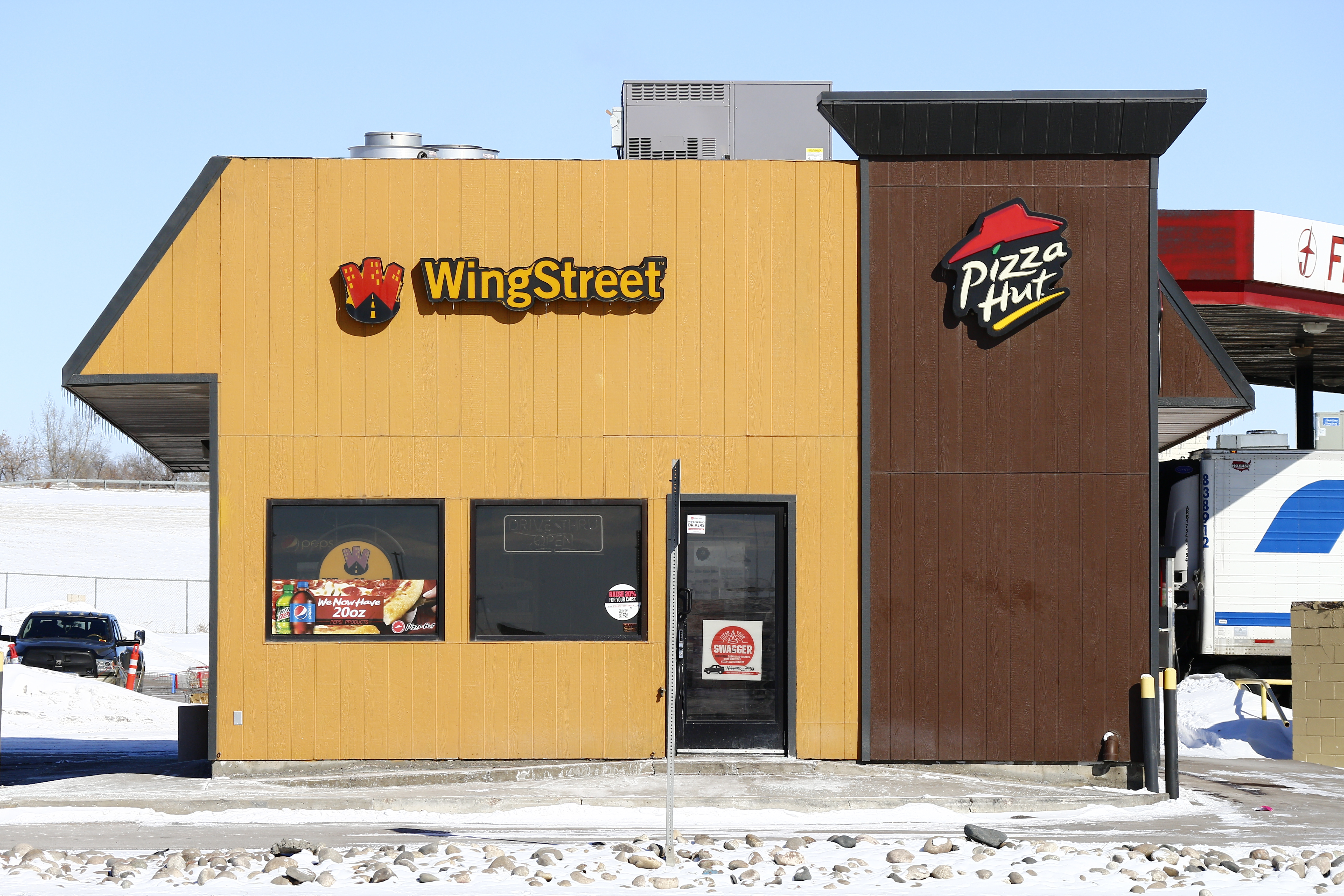
Nhà hàng WingStreet và Pizza Hut cùng nằm ở Gillette, Wyoming

WingStreet là một chuỗi nhà hàng của Mỹ chuyên về các món gà. Chuỗi nhà hàng thuộc sở hữu của Yum! Brands, công ty cũng sở hữu các thương hiệu chị em Taco Bell, Pizza Hut và KFC. Tính đến tháng 3 năm 2014, WingStreet có gần 5.000 địa điểm ở Mỹ và Canada. Họ luôn đồng hành cùng Pizza Hut.

## Lịch sử
Năm 2003, Yum! ra mắt WingStreet như một sự kết hợp kết hợp với việc nhượng quyền các cửa hàng Pizza Hut hiện có. Năm 2007, Pizza Hut/WingStreet mở nhà hàng thứ 1.000 của họ. Trong các năm 2007 và 2008, có hơn 1000 cửa hàng WingStreet được mở mỗi năm. Vào ngày 19 tháng 10 năm 2009, chủ tịch công ty Scott Bergren đã công bố sự ra mắt trên toàn quốc của WingStreet.  Chuỗi nhà hàng được dự đoán có tăng trưởng mạnh mẽ, và điều đó được thể hiện bằng việc có thêm hơn 4.000 địa điểm được mở mới vào năm 2010. Năm 2012, Pizza Hut đã mở một cửa hàng thí điểm độc lập ở Denton, Texas. Cửa hàng đã không thành công trong việc thu tiền bán hàng và đóng cửa vào năm sau đó.

## Cánh gà
Các nhà hàng WingStreet bán cánh gà tẩm bột theo công thức truyền thống để mang đi và giao hàng tận nơi theo yêu cầu. Nước sốt dùng kèm với cánh gà bao gồm các chủng loại như Teriyaki, Tỏi cay, BBQ mật ong, Parmesan tỏi và Buffalo (Nhẹ, Trung bình và Nóng), cũng như cajun và chà bông tiêu chanh. Họ cũng cung cấp các món cánh gà phiên bản "Naked" không có nước sốt.
Ngoài cánh gà, nhà hàng thường cung cấp thêm các món phụ ăn kèm như phô mai que chiên, gà xé, bánh táo, khoai tây chiên (kiểu Ranch hoặc Cajun) và khoai tây chiên kiểu Pháp. Hơn nữa, một số địa điểm nhất định có thể cung cấp khoai tây chiên, jalapeno poppers và hành tây.